# AK-101
Das AK-101 (russisch Автомат Калашникова АК-101 Awtomat Kalaschnikowa Modell 101) ist ein russisches Sturmgewehr im  Kaliber 5,56 × 45 mm NATO.

## Übersicht
Die Waffe ist Teil der AK-10x Serie, einer Überarbeitung der Waffen des Michail Kalaschnikow der Firma Ischmasch (heute Konzern Kalaschnikow), Russland. Die AK-101 basiert auf der AK-74M, einer Weiterentwicklung der AK-74 und ist für den Export vorgesehen.

## Technik
Zur Verbesserung der Exportchancen wurde das AK-101 auf das „westliche“ Kaliber 5,56 × 45 mm NATO ausgelegt. Zudem wurde die Montageschiene zum Anbau von Visieren so gearbeitet, dass sowohl russische als auch NATO-Visiere verwendet werden können. Der Schaft der Waffe kann nach links abgeklappt und an der Waffe arretiert werden. Das 30-Schuss-Kurvenmagazin der Waffe kann sowohl aus Kunststoff als auch aus Metall bestehen. Das AK-101 kann Einzel- oder Dauerfeuer schießen. Funktionsweise und Aufbau der Waffe gleichen der AK-74.